# Зилц (Мекленбург)
Зилц (њем. Silz) општина је у њемачкој савезној држави Мекленбург-Западна Померанија. Једно је од 60 општинских средишта округа Мириц. Према процјени из 2010. у општини је живјело 358 становника. Посједује регионалну шифру (AGS) 13056064.

## Географски и демографски подаци
Зилц се налази у савезној држави Мекленбург-Западна Померанија у округу Мириц. Општина се налази на надморској висини од 69 метара. Површина општине износи 10,7 km². У самом мјесту је, према процјени из 2010. године, живјело 358 становника. Просјечна густина становништва износи 34 становника/km².